# 豊田市運動公園
豊田市運動公園（とよたしうんどうこうえん）は、愛知県豊田市高町東山4-97の猿投地区にある多目的スポーツ施設である。

## 歴史
- 1987年（昭和62年）10月 - 陸上競技場が完成。
- 1989年（平成元年）10月 - 野球場が完成。
- 2003年（平成15年）3月 - 体育館・弓道場・アーチェリー場が完成。
- 2005年（平成17年） - ソフトボール場が完成。

## 施設
下記のほかに、弓道場、アーチェリー場、ソフトボール場がある。

### 野球場
この野球場は、中日ドラゴンズがオープン戦およびウエスタン・リーグ公式戦で使用することがある。
- 中堅：118m
- 両翼：94m
- 外野天然芝
- 電光スコアボード
- 収容人数：約10,000人

### 陸上競技場
- 日本陸上競技連盟第3種公認
- トラック：400m x 8レーン（直送路150m）
- フィールド：107m×70m
- 収容人数：5,500人（メインスタンド：3,000人、芝生スタンド：2,500人）

### 体育館
- 床面積：3,489.93m2
- アリーナ面積：1,915m2
- 観客席：200席
- バスケットボール・バレーボールが3面可能

### 多目的広場
- 面積：18,000m2
- ソフトボールが3面可能

### 球技場
- フィールド：140m×77m
- 収容人数：2,500人（メインスタンド：1,600人、バック・サイドスタンド：900人）
- 照明機器：4基（全点灯：300Lx、半点灯：150Lx）

## 交通
- 名鉄三河線 猿投駅から徒歩で約20分。
- 2004年（平成16年）に猿投駅 - 西中金駅間が廃止になるまでは、当公園の至近に三河御船駅が存在した。